# För kärlekens skull
För kärlekens skull är en visa på svenska med text av Kenneth Gärdestad och musik av Ted Gärdestad och som i original spelades in av Ted Gärdestad. För kärlekens skull är en kärleksvisa, med naturromantiska referenser till våren. Denna inspelning låg på Svensktoppen i nio veckor under perioden 16 maj-10 juli 1993, med andraplats som bästa resultat där. Melodin har även spelats in av bland andra Christer Sjögren (2003), Lotta Engberg (2005), Erik Linder (2009) och Helen Sjöholm.